# Aulis Kallakorpi
Aulis Kallakorpi (Kuusankoski, 1º gennaio 1929 – Mikkeli, 15 maggio 2005) è stato un saltatore con gli sci finlandese.

## Palmarès

### Olimpiadi invernali
- Argento a Cortina d'Ampezzo 1956 nel salto con gli sci.